# 미하일 네스트루예프
미하일 발레리예비치 네스트루예프(러시아어: Михаи́л Вале́рьевич Нестру́ев, 1968년 10월 28일~)는 러시아의 사격 선수로 주 종목은 권총이다. 2004년 하계 올림픽 50m 권총 금메달과 25m 공기권총 은메달을 획득했다. 또한 세계 선수권 대회 4회 우승과 사격 월드컵 파이널 통산 5회 우승을 달성했다.

## 수상

### 훈장
- 우애훈장(1999년)
- 존경훈장(2006년)